# 美国宪法第十五修正案
《美利坚合众国宪法》第十五修正案（英語：Fifteenth Amendment to the Constitution of the United States of America）簡稱「第十五修正案」（Amendment XV），禁止联邦或州政府根据公民的种族、肤色或以前曾是奴隶而限制其选举权。这条修正案于1870年2月3日通过，是三条重建修正案的最后一条。
在南北战争的最后几年和随之而来的重建时期，联邦国会反复就数百万原黑人奴隶的权利问题进行辩论。到了1869年时已经通过宪法修正案废除了奴隶制并提供公民权和平等的法律保护。但1868年的美国总统选举中尤利西斯·格兰特仅以微弱优势取胜，这让大部分共和党人相信保护男性黑人选民的投票权对于党派的将来是非常重要的。联邦国会在否决了一些更为彻底的选举权修正案草案后，于1869年2月26日提出了一条折衷的修正案，其中禁止以种族、肤色或曾是奴隶而限制投票权。该修正案经过艰苦的批准战后得以幸存，于1870年3月30日正式生效，是美国内战后通过的三条宪法修正案之一，它赋予所有肤色的人选举权。
联邦最高法院在19世纪末的裁决中较为狭隘地解读此修正案，到了1910年，南方州的大部分黑人选民面临着人头税和读写测试的阻碍，而白人选民则可以通过祖父條款获得豁免。系统性的白人初选和诸如三K党之类群体的暴力报复也压制了黑人对选举的参与。进入20世纪后，法庭开始以更宽泛的角度来解读该修正案，先是于1915年的圭因诉美国案中击倒了祖父条款，后又在1927至1953年通过“德克萨斯初选案件”拆除了白人初选系统。之后通过的第二十四修正案禁止以是否缴纳人头税而限制公民在联邦选举中的投票资格，而1966年的哈珀诉弗吉尼亚州选举委员会案则进一步禁止以是否缴纳人头税而限制公民在州选举中的投票资格。这些措施大幅增加了黑人对美国政治制度的参与程度。

## 内容文本
- 第一款：合众国公民的投票权，不得因种族、肤色或曾被强迫服劳役而被合众国或任何一州加以剥夺和限制。[1][2]
- 第二款：国会有权以适当立法实施本条。[1][2]

## 制订和通过

### 背景

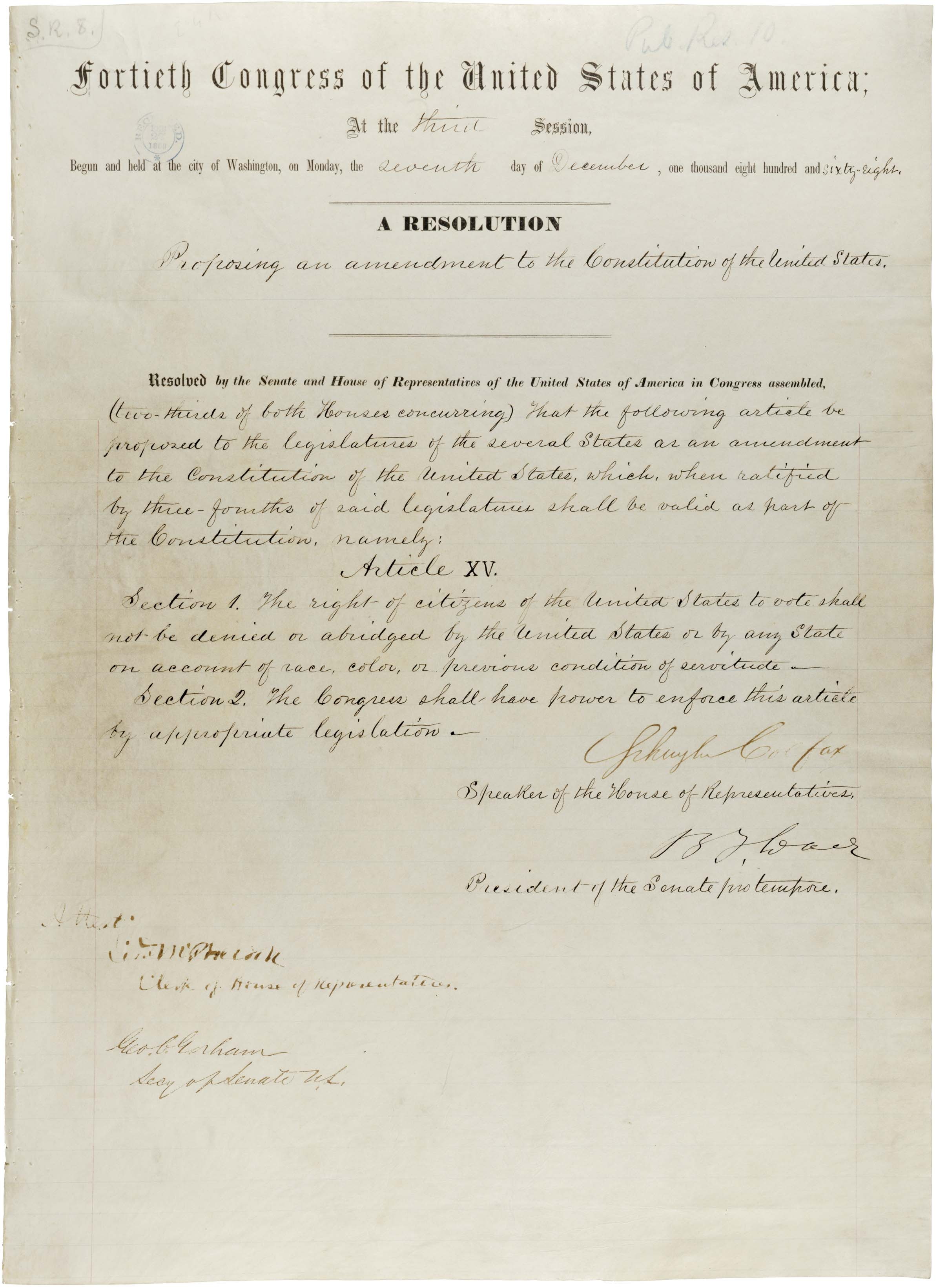
存放在美国国家档案和记录管理局的第十五修正案文本

在南北战争的最后几年和随之而来的重建时期，联邦国会反复就数百万通过1863年解放奴隸宣言和1865年第十三修正案获得自由的前黑人奴隶的权利问题进行辩论，后者正式废除了奴隶制。然而随着第十三修正案在国会通过，共和党逐渐开始担心国会中被民主党主控的南方州议员席位将大幅增长，因为这些州原本大都有较大数量的黑奴。根据原本宪法第一条中的五分之三妥协，每名黑奴按五分之三个自由人计算，而在第十三修正案通过后，所有黑奴都成了自由公民，所以无论获得自由的黑人是否会投票，根据各州人口数分配的联邦众议院议席都将出现戏剧性的增长:22:111。共和党希望通过吸纳和保护新增黑人选民的选票来抵消民主党的增长。:22:112
1865年，国会通过了将在之后成为《1866年民权法案》的提案，确保一个人的种族、肤色或之前是否曾是奴隶及受到强制劳役不会成为其能否获得公民权的先决条件。该法案还保证法律上的利益均等，这直接打击了内战后南方多个州所通过的黑人法令。黑人法令试图通过其他的一些方式，表面看来并未恢复奴隶制，但实际效果却在许多方面导致黑人回到以前身为奴隶时的处境中。如限制其运动，迫使他们签订整年时长的劳役合同，禁止他们拥有枪支，以及阻止他们到法院起诉或作证等。:199-200但是，《1866年民权法案》受到了安德鲁·约翰逊的否决，他是一位毫不妥协的白人至上主义者:21-22。1866年4月，国会通过投票推翻了总统的否决，法案正式成为法律，并且这一推翻也增强了共和党的信心，决心给黑人权利增加宪法级别的保障，而非依靠难以长久的政治多数优势:22-23。同月，国会提出了第十四修正案，其中保证任何种族的人都拥有公民权和平等的法律保护。经过一番苦战，该修正案于1868年7月28日通过。
第十四修正案并没有保证黑人公民的选举权，而一些州则可以通过文化知识方面的限制来基于种族剥夺其投票权:255。修正案通过这年，只有8个北方州允许黑人投票:448。而在南方，黑人只有在北方占领军队的干预下才能参与多个领域的投票:36。
虽然早在战争结束前，美国共和党激进派就曾提出要让黑人享有与白人同等的法律地位:178，但该党还是拒绝将这一议题在1868年共和党全国大会上进行探讨。然而到了1868年美国总统选举时，共和党候选人尤利西斯·格兰特仅以微弱优势取胜，并且这还部分是因为该党获得了一些黑人选票，这让许多共和党人相信，如果要在将来的选举中继续获得胜利，那么黑人选举权将是必不可少的。:448

### 提出

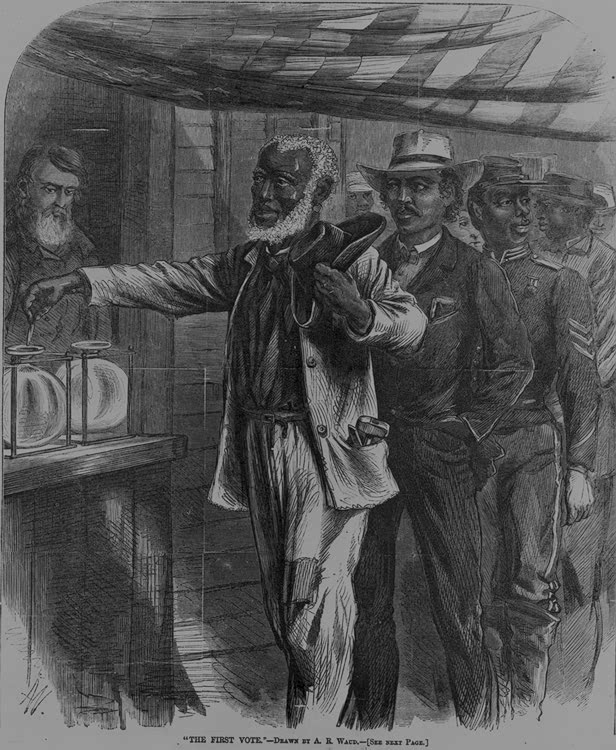
1867的画作，描绘非裔美国人选民进行投票

由于预计国会中民主党议员的人数将明显增加，共和党于是趁新议员任期还未开始的第40届联邦国会跛鸭会期间通过了一条旨在保护黑人选举权的宪法修正案。第十四修正案的主要起草者，俄亥俄州联邦众议员约翰·宾汉姆推动了一个有关限制选举权方面范围广泛的禁令，但是他提出的禁止基于“种族、肤色、出生地、财产、教育程度或宗教信仰”来限制选举权的方案由于涉及范围太宽而受到否决:446-447。另一项特别提出禁止读写测试的提案也被否决。当时部分北方州的议员持本土主义观念，希望可以保留禁止外国出生公民的投票权，来自西部州的议员也有同样看法，这些州都禁止美籍华人参加选举投票:446-447。南方和北部的共和党人还希望可以继续剥夺南方那些支持美利堅聯盟國人们的投票权，所以他们担心一个一刀切的修正案将会让这些人重新享有选举权:447。
最后，参议两院提出了修正案的最终稿，其中只禁止基于“种族、肤色或曾被强迫服劳役”来剥夺和限制选民的投票权，希望能以此获得最多的支持。修正案中没有提及人头税或其他限制投票的方法，也没有保证黑人可以当选:37。这一妥协提案于1869年2月25日在联邦众议院通过，次日在联邦参议院通过。
修正案在众议院的投票结果是144票赞成，44票反对，有35人没有投票。这一次投票中党派对抗径野分明，没有任何一位民主党议员投票支持，仅有3位共和党议员投了反对票:73-74。参议院的投票结果是39票支持，13票反对，14人未投票:75。包括马萨诸塞州联邦参议员查尔斯·萨姆纳在内的激进派选择弃权，因为修正案中没有禁止人头税和读写测试:76。

### 批准
虽然宪法修正案的许多提议都已在国会的委员会中进行协商，但根据宪法第五条的规定，最终定稿在两院都以三分之二多数通过后，还需要四分之三的州通过才能生效。这其中后者又是一个更为重大的关卡，历史学家威廉·吉莱特（William Gillette）描绘这一过程“艰难繁杂，不到最后生死难判。”
对国会通过修正案的一个反对意见源头就是女性选举权运动，早在内战前和内战期间，该运动就与廢奴主義运动结成了统一战线。然而之后通过的第十四修正案却在第二款中仅明确保护了男性公民的权利，黑人和女性的权利也就此脱节:255。随着第十五修正案的提出，其中又只是在选举法律中禁止种族歧视而非性别歧视，问题到此就变得尖锐起来。经过激烈的辩论，在全国占有领导地位的主张扩大参政权组织美国平等权利协会分裂成了两个相互对立的组织：以苏珊·安东尼和伊丽莎白·卡迪·斯坦顿为首的全国妇女选举权协会反对第十五修正案，而以露西·斯通和亨利·布朗·布莱克韦尔领头的美国妇女选举权协会则表示支持。这两个组织之后一直保持分裂状态直至1890年代:447-448。

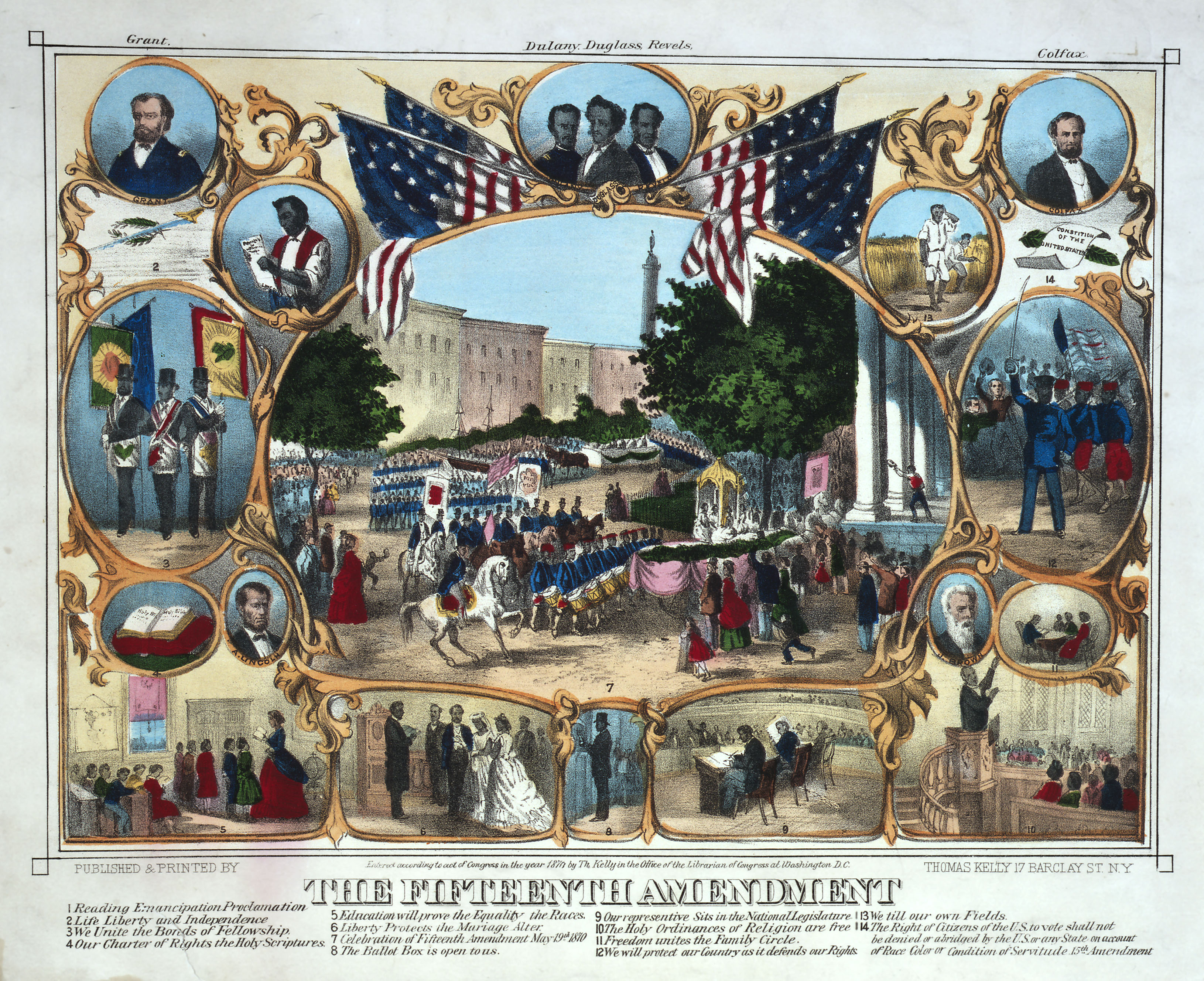
1870年对第十五修正案确保非裔美国人投票权的一次庆祝活动

1869年3月1日，内华达州率先批准了修正案。新英格兰各州和大部分中西部的州也在修正案提出后不久予以批准。南方州仍然由激进的重建政府控制，如北卡罗莱纳州也迅速批准了修正案。新当选的共和党总统尤利西斯·格兰特对修正案表示强烈支持，他私下请求内布拉斯加州州长召开特别立法会议加速进程，确保该州给予批准。从1869年4月到12月，联邦国会通过重建法案规定，弗吉尼亚州、密西西比州、德克萨斯州和乔治亚州如果要恢复国会席位，必须先批准这条修正案，4个州也全都照办了。
修正案批准在印第安纳州和俄亥俄州所进行的争斗特别激烈，两州之后分别于1869年5月和1870年1月批准了修正案。原本已于1869年4月4日批准修正案的纽约州忽然在1870年1月5日撤消其批准。但到了1870年2月，艾奥瓦州、乔治亚州、内布拉斯加州和德克萨斯州都批准了修正案，使批准的州总数达到29个，比所需的四分之三（28个）还多了一个，所以纽约州的撤消也就对结果没有了影响，没有任何法院针对这一撤消出现过诉讼，该州于一个多世纪后的1970年3月30日重新批准了这条修正案。最初批准修正案的州如下：
1. 内华达州（1869年3月1日）
2. 西維吉尼亞州（1869年3月3日）
3. 伊利诺伊州（1869年3月5日）
4. 路易斯安那州 （1869年3月5日）
5. 密歇根州（1869年3月5日）
6. 北卡罗来纳州（1869年3月5日）
7. 威斯康辛州（1869年3月5日）
8. 缅因州（1869年3月11日）
9. 麻薩諸塞州（1869年3月12日）
10. 阿肯色州（1869年3月15日）
11. 南卡罗来纳州（1869年3月15日）
12. 宾夕法尼亚州（1869年3月25日）
13. 纽约州（1869年4月14日，后在1870年1月5日撤消批准，之后再于1870年3月30日重新批准）
14. 印第安纳州（1869年5月14日）
15. 康乃狄克州（1869年5月19日）
16. 佛罗里达州（1869年7月14日）
17. 新罕布什尔州（1869年7月1日）
18. 弗吉尼亚州（1869年10月8日）
19. 佛蒙特州（1869年10月20日）
20. 亚拉巴马州（1869年11月16日）
21. 密蘇里州（1870年1月7日）
22. 明尼蘇達州（1870年1月13日）
23. 密西西比州（1870年1月17日）
24. 羅德島州（1870年1月18日）
25. 堪薩斯州（1870年1月19日）
26. 俄亥俄州（1870年1月27日）
27. 乔治亚州（1870年2月2日）
28. 艾奥瓦州（1870年2月3日）
29. 內布拉斯加州（1870年2月17日）
30. 德克萨斯州（1870年2月18日）[12]

1870年3月30日，国务卿汉密尔顿·菲什正式确认修正案已经通过并生效。之后还有以下州也批准了修正案：
1. 新泽西州（1871年2月15日）
2. 特拉华州（1901年2月12日）
3. 俄勒冈州（1959年2月24日）
4. 加利福尼亚州（1962年4月3日）
5. 马里兰州（1973年5月7日）
6. 肯塔基州（1976年3月18日）
7. 田纳西州（1997年4月8日）[14]

黑人社区和废奴主义者团体普遍因修正案的通过而举行了庆祝活动，许多废奴主义者团体认为目标已经达成，黑人的权利已经获得保障，因此自行予以解散。格兰特总统称这条修正案“完成了最伟大的民事变革，构成了整个国家恢复生机后最为重要的事件”。许多共和党人觉得有了这条修正案的通过，非裔美国人已经不再需要联邦的保护；之后将成为总统的众议员詹姆斯·艾布拉姆·加菲尔德表示，这条修正案的通过“赋予了非洲种族照顾自己命运的能力，让他们可以从此掌握自己的命运。”:37

## 应用

### 重建时期
修正案通过后已知首位投票的黑人是托马斯·曼迪·彼得森，他于1870年3月31日在新泽西州珀斯安博伊的市长选举中投出了自己的选票。
1876年的美国诉瑞斯案案是联邦最高法院的第一个解读第十五修正案的案件。法院狭隘地解释了修正案，法院对包括人头税、读写测试和祖父条款在内的其他限制黑人投票权的措施保持表面上的种族中立态度，但这些规定的实际效果将导致只有白人才能大致符合条件（如祖父条款就是规定，如果选民的祖父就已经是登记选民，那么他即使没有缴纳人头税或未通过读写测试，也能拥有投票权），实质上等于是剥夺了黑人的选举权:97。法院还称该修正案并未直接赋予选举权，而只是规定美国公民在行使投票权时，不得因种族、肤色或曾被强迫服劳役而加以限制，并授权国会以“适当立法”来强制执行这一权利。
第十五修正案并未赋予任何人选举权。它防止的是各州或联邦政府在这方面根据其种族、肤色或曾被强迫服劳役而给予一位公民优先于另一位公民的地位。在这条修正案通过前，这是可以做到的。在这以前，一个州有权根据一个美国公民的种族等因素将其排除在投票以外，就像年龄、财产或教育上的限制一样，但如今，这都是不允许的了。如果一个种族在法律规定下有一定的投票资格，那么另一个种族肯定也会有同样的资格。在这条修正案以前，没有任何宪法上的保证来对抗这一歧视，现在已经有了。这条修正案赋予了美国公民新的宪法权利，（这种权利）就是国会的保护权。这一权力旨在防止投票权因种族、肤色或曾被强迫服劳役而受到歧视。对于这样的情况，根据修正案第二款中的明确规定，国会可以通过“适当立法”来强制执行。
包括三K党在内的白人优越主义者通过准军事暴力行动来阻止黑人投票。在1873年的科尔法克斯大屠杀中，有多位试图捍卫自己投票权的非裔美国人遭杀害。1870至1871年，国会通过了《强制执法法案》，授权对三K党及其他违反修正案的人予以联邦起诉:91。然而，随着重建时期接近尾声，联邦军队撤离南方，根据《强制法案》提起的诉讼明显下降。在1876年的美国诉克鲁克香克案中，联邦最高法院的判决认为联邦政府无权起诉科尔法克斯大屠杀中的肇事者，因为他们的行为属于个人行为，而非国家行为。

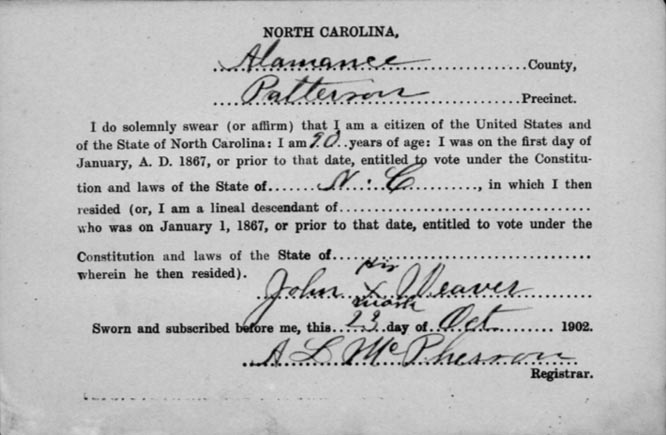
1902年北卡罗莱纳州阿拉曼斯县的选民登记卡，其上表明该选民在1867年1月1日以前就已经成为选民，这个时间尚在第十五修正案通过之前

1894年，国会从《强制执法法案》中去除了针对共谋的条款，政府授权遭到进一步削弱。在1876年美国总统选举中，共和党人拉瑟福德·伯查德·海斯无论在普选票还是选举人票中都落后民主党对手塞缪尔·J·蒂尔登，但最后却当上了总统，原来南方的3个州以支持海斯当选为条件，要求后者结束重建、撤出联邦军队，允许白人民主党政府在没有联邦干扰的情况下进行统治。海斯当选后立即下令撤走负责保护南部黑人选举权的联邦军队，身为总统，他也拒绝执行联邦民事权利保护，默许各州开始实施带有种族歧视性质的吉姆·克勞法。

### 重建后期
从1890年到1910年，南部多个州都通过人头税和读写测试有效地剥夺了绝大多数黑人公民的投票权。白人初选同样起到了减少黑人对政治制度影响的作用。伴随着不断增加的法律障碍，黑人还会受到白人私刑和三K党恐怖袭击的威胁，进一步将他们排除在政治系统之外。
进入20世纪以后，法院开始以更宽泛的角度来解读第十五修正案。在1915年的圭因诉美国案中，法院以全体一致的投票结果推翻了俄克拉荷马州的祖父条款，法院认为该条款实际上有效地豁免了白人参加读写测试，是一种实质性的歧视。同年法院裁决的相关案件迈尔斯诉安德森中认为执行这类条款的官员需要承担民事赔偿责任。
法院在之后的一系列裁决中逐渐拆除了白人初选系统，这一系列案件之后被统称为“德克萨斯初选案件”。在1927年的尼克松诉赫恩登案中，尼克松参加民主党初选的投票资格因种族而被否决，他因此根据联邦民权法提起诉讼。法院根据第十四修正案中的平等法律保护条款判决原告胜诉，而没有对他有关第十五修正案的诉求加以讨论。之后德克萨斯州修正法令，允许政党的州执行委员会设置投票资格上的规定，尼克松对此再次提出起诉，这就是1932年的尼克松诉康登案。法院再次根据第十四修正案裁决原告胜诉。
尼克松案后，民主党的州大会制订了只有白人可以在其初选中投票的规则，法院在1935年的格罗韦诉汤森德一致裁决这一规则合宪，与之前的初选案件相比，本案涉及的歧视属于私人性质，而非之前案件中的州政府性质。然而到了1941年的美国诉克拉西克案中，法院判决认为初选是选举进程的重要组成部分，这一判决削弱了格罗韦案判决的合理性。在克拉西克案的基础上，法院于1944年在史密斯訴奧爾賴特案中推翻了格罗韦案判决，判定在初选中拒绝非白人选民选票的做法违反了第十五修正案。1953年的特里诉亚当斯案是最后一个德克萨斯初选案件，法院裁决认为在民主党官员协助下的一系列有组织的白人初选选举损害了黑人原告的利益，因此他们有权获得赔偿。

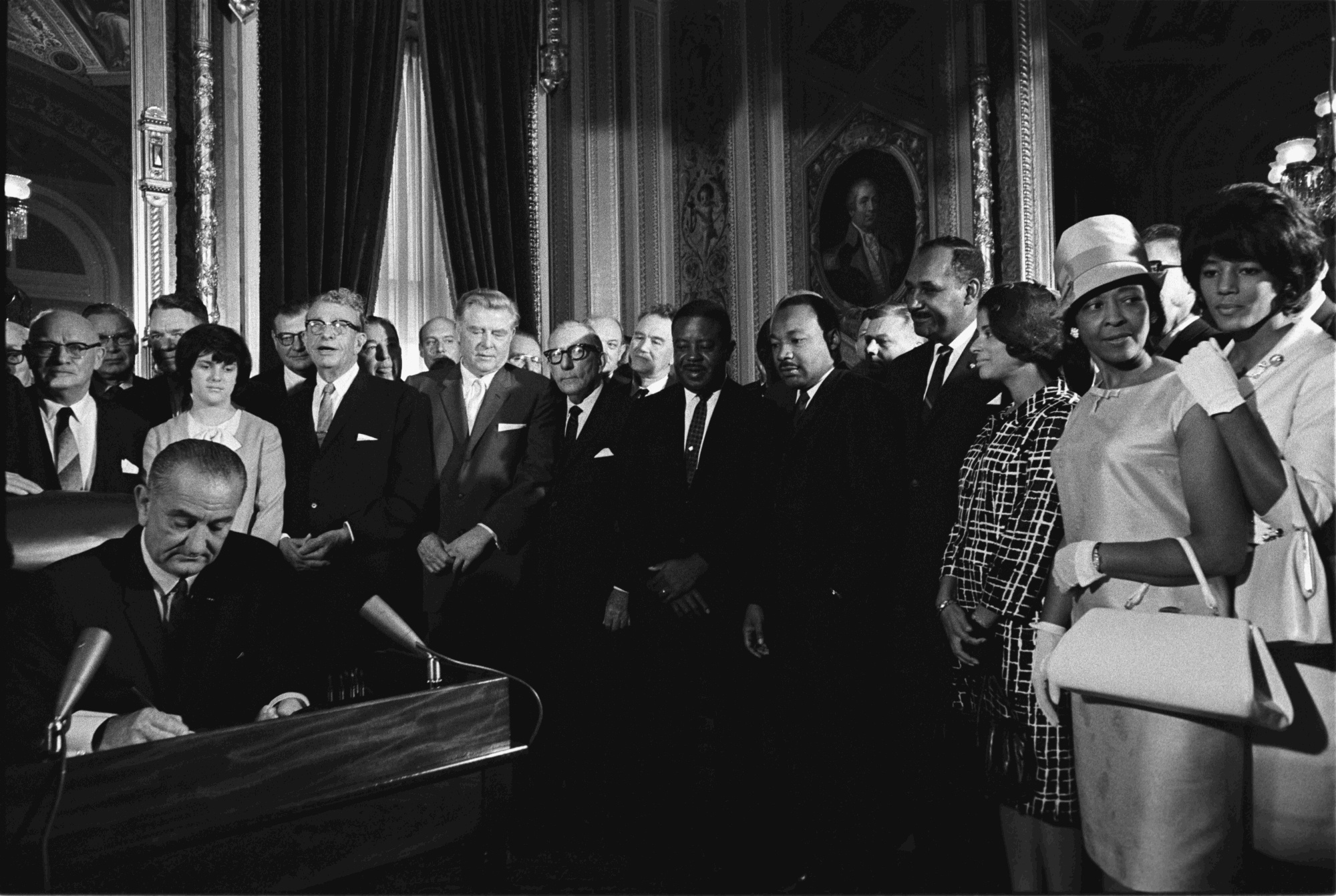
林登·约翰逊总统签置《1965年投票权法》

法院还利用第十五修正案推翻了1960年戈米利恩诉莱特富特案中的傑利蠑螈。在该案中，亚拉巴马州塔斯基吉的官员试图通过重新划分城市分界来让塔斯基吉大学周围的大部分黑人社区居民不能到该校上学，法院认为这一做法属于种族歧视。法院之后又在2000年的赖斯诉卡耶塔诺案中援引了戈米利恩案的判决，推翻了夏威夷事务办公室基于血统的投票选举制度。判决认为，该选举利用“血统来作为种族定义并以种族为目的”，这样的做法违反了第十五修正案。
经过第十五修正案的司法强制执行推倒祖父条款、白人初选和其他歧视性策略后，南方黑人选民登记数量逐渐增加，从1940年的仅占5个百分点增加到1960年的28个百分点。虽然第十五修正案从未有过禁止人头税的解读，但1962年通过的第二十四修正案禁止了在联邦选举中根据是否缴纳人头税来限制公民投票权，1966年最高法院又在哈珀诉弗吉尼亚州选举委员会案中裁决州选举中的人头税违反第十四修正案的平等保护条款。根据第十五修正案第二款的授权，国会通过了《1965年選舉法案》来进一步实现投票中的种族平等。该法的第4和第5款要求所有在投票事务上有过种族歧视历史的州和地方政府在对其投票法律或惯例进行任何改动前，都必须先将这些改动提交联邦政府，获得批准后才可以生效，这一过程被称为“事先批准”（preclearance）。最高法院起初也在1966年的南卡罗来纳州诉卡岑巴赫案中裁决这些规定是合宪的。到了1976年，南方的黑人中已经有63%登记为选民，与南方白人相比只低了5%。
然而，在2013年的谢尔比县诉霍尔德案中，最高法院裁定选举权法第4款b项的内容违宪并且已经超出了国会根据第十五修正案第二款所获得的授权。这一项规定了判定哪些司法管辖区需要进行事先批准的标准。法院宣称，第十五修正案“命令投票权不得因种族或肤色而受到拒绝或削减，并赋予国会执行这一命令的权力。修正案不是用来追溯过往的，其目的是为了确保一个更美好的未来。”根据法院的意见，“无论怎样看待以前的记录，没有人可以公平地说其中有显示出任何对于1965年的国会来说会是‘无引不入’、‘公然’、‘广泛’和‘猖獗’的歧视，并且将之与全国其它的所有司法管辖区清晰明确地区分开来”。事先批准的条文规定本身并未被推翻，但没有了一个有效的判定标准，这样的规定已经不再有任何效果，除非国会通过一项新的判定标准，否则事先批准将一直处于失效状态。

## 扩展阅读
- . The Library of Congress. 2012-08-24  [2013-09-02]. （原始内容存档于2013-08-16）.
- . Cornell University Law School.   [2013-09-02]. （原始内容存档于2013-01-20）.